# رسین (مینه‌سوتا)
رسین، مینه‌سوتا (به انگلیسی: Racine, Minnesota) یک شهر در ایالات متحده آمریکا است که در شهرستان مور، مینه‌سوتا واقع شده‌است.

## خصوصیات
رسین ۱٫۷۴ کیلومترمربع مساحت و ۴۴۲ نفر جمعیت دارد و ۳۹۴ متر بالاتر از سطح دریا واقع شده‌است.